# Скотт Робінсон
Скотт Робінсон (англ. Scott Robinson; нар. 1959, Pompton Plains, Нью-Джерсі) — американський джазовий мультиінструменталіст. Робінзон найвідоміший своєю роботою над різними стилями саксофона, але він також грав на кларнеті, флейті, трубі, сарзусофоні та інших більш утаємничених інструментах.

## біографічні відомості
Син вчителя фортепіано і старший редактор книг для Національного географічного товариства, Робінсон закінчив музичний коледж Берклі у 1981 році. Наступного року він став співробітником коледжу . Надалі він обрав кар'єру музиканта.

## релізи, премії

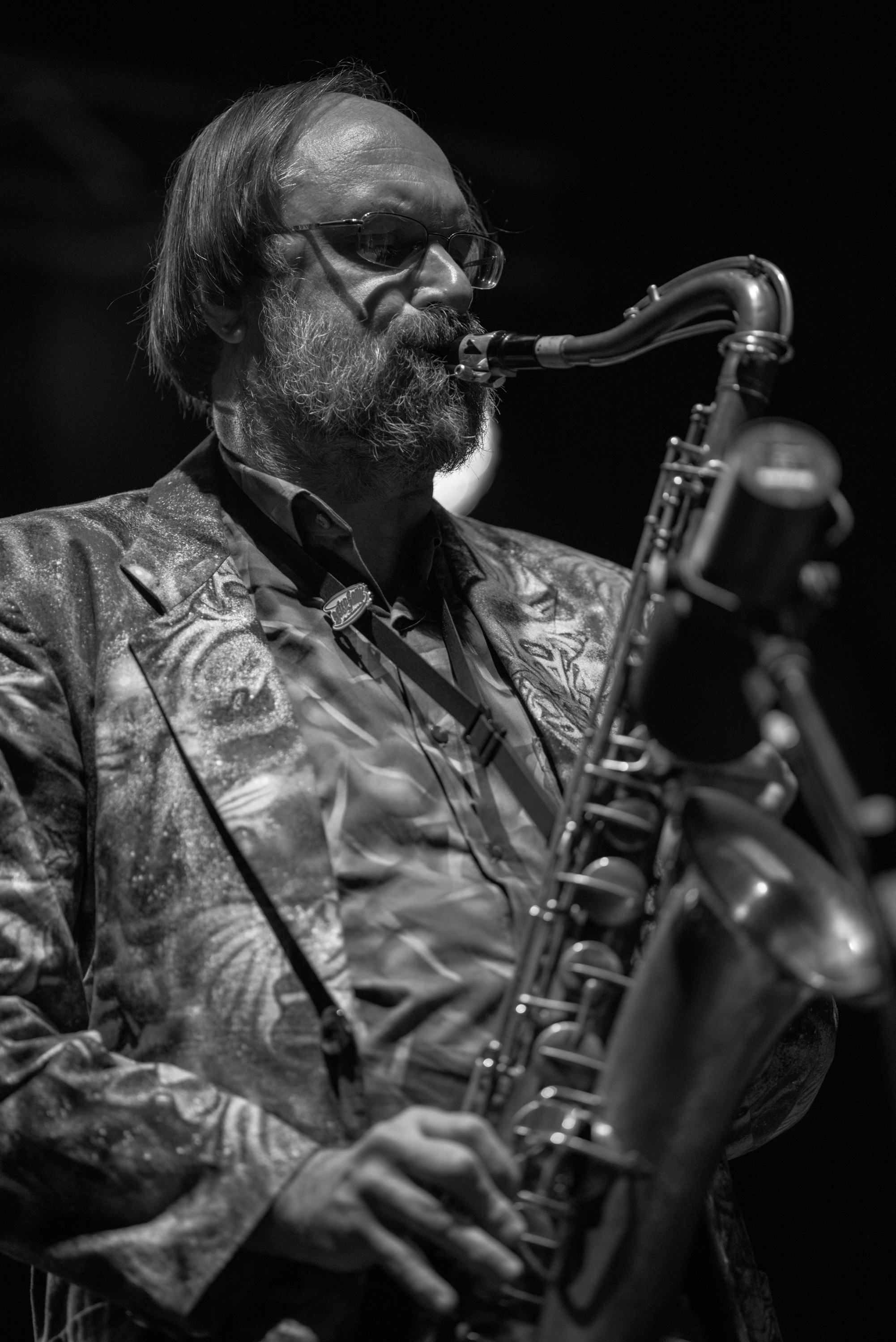
Робінзон на Міжнародному джазовому фестивалі в Пунта-дель-Есте 2015 року

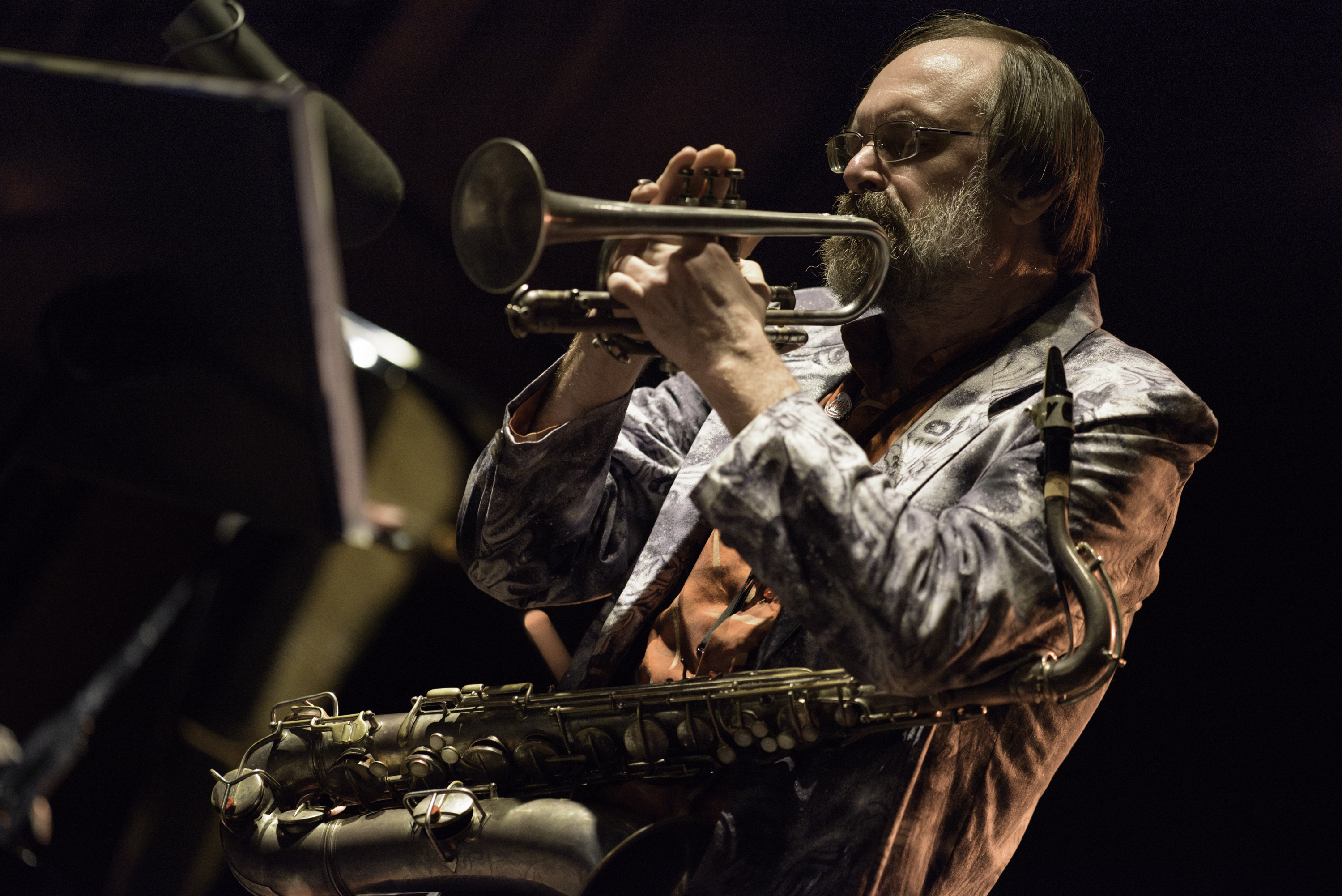
Робінзон на Міжнародному джазовому фестивалі в Пунта-дель-Есте 2015 року

Робінсон з'явився на більш ніж 200 релізах LP та CD, у тому числі 11-ти під його керівництвом , з такими музикантами, як Ліонель Хемптон, Ентоні Брекстон, Джон Скофілд, Джо Ловано, Елла Фіцджеральд, Пакито Д'Ірвера, Стінг, Марія Шнайдер, Елтон Джон, Бак Клейтон та Опера Нью-Йорка. Два з цих записів здобули премію Ґреммі. Він отримав чотири стипендії від Національного фонду мистецтв США.
2000 року Державний департамент США назвав його джазовим послом на 2001 рік, профінансувавши поїздку по Західній Африці, в якій він виконав перші твори Луї Армстронга. Матеріал з цих виступів вийшов на студії Arbors Records у формі альбому «Посол Дзажу: Скотт Робінсон — відтворення композицій Луї Армстронга».

## унікальні риси творчості
Протягом усієї своєї кар'єри Робінсон працював над тим, щоб зберігати незвичні та незрозумілі інструменти для суспільства. Наприклад, він записав альбом "З саксофоном C-мелодії", в якому грав на офіклейді. Він також має "контрабасовий саксофон" і робить записи з ним (настільки рідкісним, що, як відомо, існує менше ніж 20 у придатному для гри стані).

## інструменти
Перелік інструментів, на яких виконує свої та чужі твори майстер, включає понад 50 найменувань, серед них: акустична гітара, альт-кларнет, альтова флейта, альт-саксофон, бамбукова флейта, баритон-саксофон, барельний барабан, бас-кларнет, бас-саксофон, C-melody саксофон, китайські цимбали, клаппер, китайський гонг, мушля, контрабасовий кларнет, контрабас, корнет, контрабас, барабани, малий кларнет, ганза (яєчний шейкер), ektara, еуфоніум, флюгельгорн, флейта, рамковий барабан, валторна, гонг, орган Гаммонда, хай-хет, клавіатури, меццо-сопрано саксофон, індійська флейта (навахо флейта), офіклейд, вістл, шейкер, сарюзофон, саксофон, сопраніно саксофон, сопрано саксофон, бубен, тамтам (варіант гонга), тараґот, тенор-саксофон, термен (терменвокс), литаври, труба, вокал, вотерфон, еолофон.

## студія
З 2009 року Скотт Робінсон керує власною студією ScienSonic Laboratories .